# El detectiu Conan: Els gira-sols del foc infernal
El detectiu Conan: Els gira-sols del foc infernal (名探偵コナン　業火の向日葵, Meitantei Konan: Gōka no Himawari) és una pel·lícula japonesa d'anime dirigida per Kōbun Shizuno i estrenada el 18 d'abril del 2015. És la dinovena basada en la sèrie de manga Detectiu Conan de Gosho Aoyama. Es va estrenar doblada al català el 20 de juny del 2020.

## Argument
Aparentment destruïts durant la Segona Guerra Mundial, una de les sèries d'Els gira-sols de Van Gogh ressorgeix en una subhasta a Nova York. El grup financer Suzuki guanya la subhasta i aprofita l'oportunitat per anunciar una exposició que ofereix la sèrie dels gira-sols completa, quan el lladre Kaito Kid declara l'últim objectiu del seu atracament: la sèrie d'Els girasols.

## Doblatge
| Shinichi Kudo            | Kappei Yamaguchi   | Òscar Muñoz        |
| Conan Edogawa            | Minami Takayama    | Joël Mulachs       |
| Ran Mouri                | Wakana Yamazaki    | Núria Trifol       |
| Kogoro Mouri             | Akira Kamiya       | Jordi Royo         |
| Kaito Kid                | Kappei Yamaguchi   | Jordi Nogueras     |
| Ai Haibara               | Megumi Hayashibara | Roser Aldabó       |
| Hiroshi Agasa            | Kenichi Ogata      | Fèlix Benito       |
| Genta Kojima             | Wataru Takagi      | Miquel Bonet       |
| Mitsuhiko Tsuburaya      | Ikue Ōtani         | Elisabet Bargalló  |
| Ayumi Yoshida            | Yukiko Iwai        | Berta Cortés       |
| Sonoko Suzuki            | Naoko Matsui       | Eva Lluch          |
| Inspector Megure         | Chafūrin           | Ramon Canals       |
| Ginzo Nakamori           | Unshou Ishizuka    | Eduard Itchart     |
| Jirokichi Suzuki         | Kōsei Tomita       | Joan Massotkleiner |
| Font: Anime News Network |                    |                    |